# Heidi Löhnert
Heidi Löhnert, Heidelore Brigitte Eveline Löhnert, ist eine ehemalige Verwaltungsangestellte, Stadträtin (CSU) aus Deggendorf (Bayern, Deutschland) und seit 2012 Trägerin des Bundesverdienstkreuzes am Bande.

## Leben und Wirken
Begonnen hat ihr Engagement im Jahr 1972 mit der Gründung der Sozialen Bürgerinitiative Deggendorf. Daraus entstanden in den folgenden Jahren eine Vielzahl von Projekten in Deggendorf. Heidi Löhnert trieb diese aktiv voran. Im Jahr 1980 war sie Gründerin der ersten Krebs-Selbsthilfegruppe in Deggendorf und 23 Jahre lang deren Leiterin. 1995 trat Löhnert dem Frauen-Notruf bei. Von 2002 bis 2007 baute sie das Pilotprojekt Bürgerarbeit auf. Dazu gehörte die Gründung der Deggendorfer Tafel, eines Kleiderladens für Menschen mit wenig Geld, eines Besuchsdienstes in Altenheimen und einer Umweltpatenschaft. Neuland betrat sie mit ihrer Integrationsarbeit: Im Jahr 2006 wurde sie vom Stadtrat offiziell zur Integrationsbeauftragten bestellt, seit 2007 übte sie dieses Amt ehrenamtlich aus, nachdem sie in den Ruhestand getreten war.
Von 1978 bis 2020 engagierte sich Löhnert zudem auch kommunalpolitisch als Stadträtin. Von 1986 bis 1990 war sie Ortsvorsitzende der Frauen-Union, von 1990 bis 1993 Fraktionsvorsitzende der CSU.

## Auszeichnungen
Am 22. November 2012 wurde Löhnert von Staatssekretär Bernd Sibler das Bundesverdienstkreuz am Bande überreicht. Eine solche Ordensverleihung sei eine sehr gute Gelegenheit für den Staat, „einmal Danke zu sagen“, sagte Sibler. Mit der Verleihung werde Löhnerts jahrzehntelanger ehrenamtlicher und uneigennütziger Einsatz für die Belange ihrer Mitmenschen gewürdigt.